# Son jarocho
Il Son jarocho è uno stile musicale popolare regionale del Son messicano di Veracruz, uno stato messicano lungo il Golfo del Messico. Si è evoluto negli ultimi due secoli e mezzo lungo le porzioni costiere dello stato meridionale di Tamaulipas e dello stato di Veracruz, da cui il termine jarocho, un termine colloquiale per persone o cose che provengono dalla città portuale di Veracruz.

## Caratteristiche
Rappresenta una fusione di elementi musicali indigeni (principalmente Huasteco), spagnoli e africani, che riflettono la popolazione che si è evoluta nella regione dai tempi coloniali spagnoli. I testi includono versi umoristici e argomenti come l'amore, la natura, i marinai e l'allevamento del bestiame che riflettono ancora la vita nel Messico coloniale e del XIX secolo. I versi sono spesso condivisi con il più ampio repertorio dei Caraibi messicani e ispanici e alcuni sono stati anche presi in prestito da famose opere di scrittori del "Siglo de Oro" ("Secolo d'oro") spagnolo. Di solito viene eseguito da un gruppo di musicisti e strumenti che collettivamente vengono definiti un "conjunto jarocho".
Il Son jarocho viene spesso suonato solo su jarana e cantato in uno stile in cui diversi cantanti si scambiano versi improvvisati chiamati décimas, spesso con contenuti umoristici o offensivi.

## Strumenti
Gli strumenti più comunemente utilizzati per il son jarocho sono la jarana jarocha, un piccolo strumento simile alla chitarra usato per fornire una base armonica, con alcune corde doppie disposte in una varietà di configurazioni; il requinto jarocho, un altro piccolo strumento simile a una chitarra pizzicato da un lungo plettro fatto tradizionalmente da corno di mucca, di solito accordato su un tono più alto e con quattro o cinque spessi fili di nylon; l'arpa jarocha diatonica; la leona, un tipo di basso acustico e talvolta un complemento minore di strumenti a percussione come il pandero (specialmente nello stile di Tlacotalpan), il quijada (uno strumento fatto con una mascella di asino o di cavallo) o il güiro. Alcuni gruppi aggiungono il marimbol, una specie di cassetta pizzicata in chiave di basso e il cajón (anche se la versione peruviana, non il cajón de tapeo messicano).

## Sonese gruppi

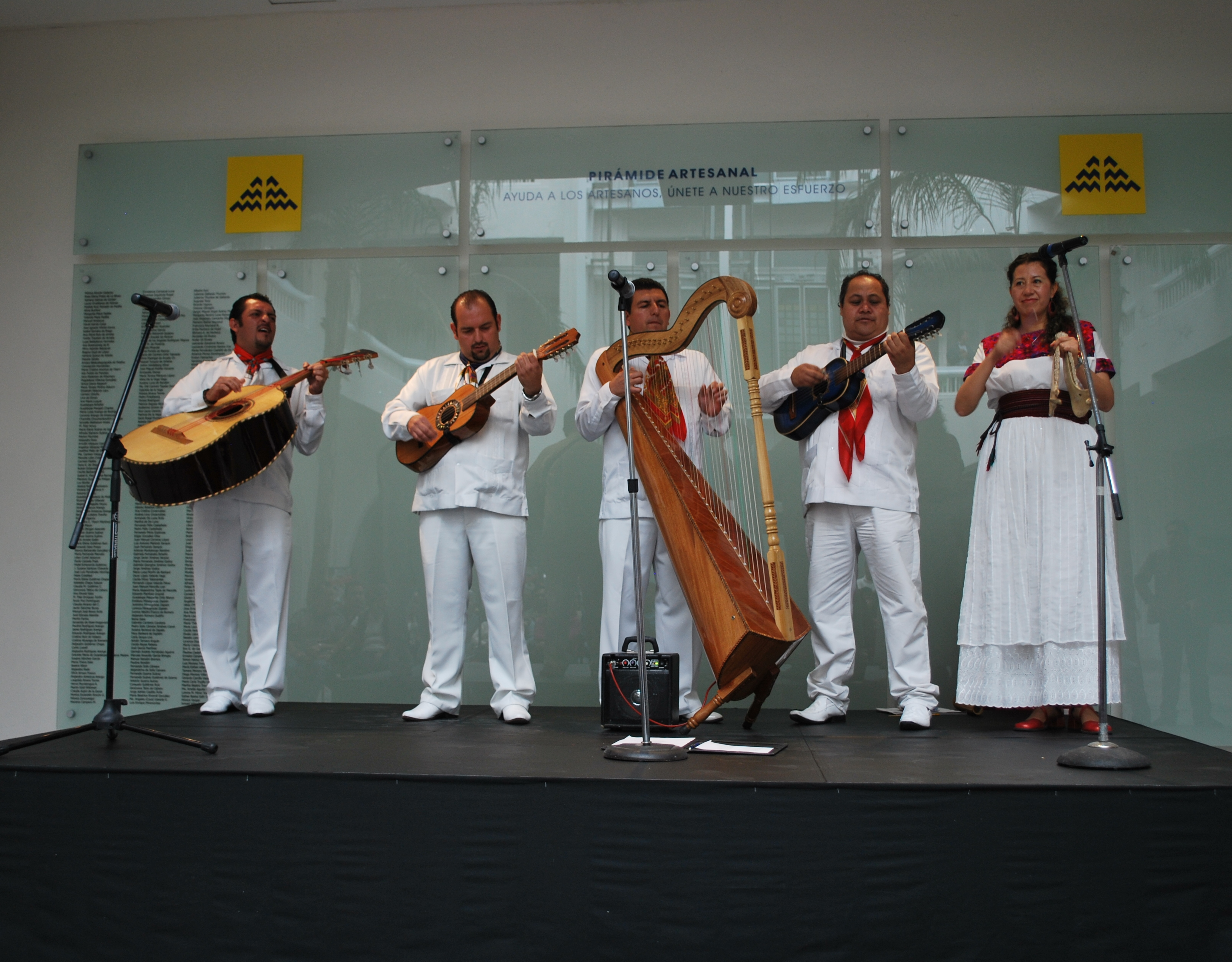
Il gruppo di Son Jarocho Zarahuato si esibisce al Museo de Arte Popular.

Il son jarocho più conosciuto è "La Bamba", che è stato reso popolare attraverso la versione di Ritchie Valens e il film americano con lo stesso nome. Altri famosi son jarocho sono "El Coco" e "La Iguana" e "El Cascabel", tutte con una forma di chiamata e risposta, "El Chuchumbé" e "La Bruja".
Fermin Herrera (un arpista Jarocho) ha insegnato a molte persone a suonare, come John Robles e Antonio Moraza. È grazie a lui che molti gruppi suonano o almeno conoscono del son jarocho negli Stati Uniti. Più recentemente, strumenti e ritmi da son jarocho sono stati utilizzati da gruppi rock come Café Tacuba, Quetzal, 22 Pesos, Ozomatli, e Zack de la Rocha. Anche il gruppo rock Los Lobos di Los Angeles est hanno registrato nel genere Jarocho, come l'artista messicana-americana Lila Downs. Più recentemente la musica del son jarocho ha avuto una ripresa negli Stati Uniti. Le band con sede negli Stati Uniti che suonano (dal 2012) o che utilizzano elementi del genere sono Radio Jarocho, David Wax Museum, Son del Centro, Las Cafeteras, Son del Viento, Los Cenzontles e Jarana Beat.
I generi correlati sono: son huasteco, huapango, son jaliscience, son chiapaneco.
Famosi artisti del genere sono: Conjunto Hueyapan, Mono Blanco, Siquisirí, Tlen Huicani, Chuchumbé, Chucumite, e Son de Madera.